# Piening GmbH
Die Piening GmbH ist ein Personaldienstleistungs-Unternehmen mit Sitz in der ostwestfälischen Stadt Bielefeld. Piening bietet die Dienstleistungen Arbeitnehmerüberlassung (Zeitarbeit), Personalvermittlung und Outsourcing. Zusätzlich bietet das Unternehmen für Bereiche Engineering, Handwerk, Informatik, Medical und Montage spezialisierte Ansprechpartner.
Das Unternehmen beschäftigt 2022 rund 7.500 Mitarbeiter und ist deutschlandweit mit mehr als 90 Standorte vertreten. Im Jahr 2022 erzielte das Unternehmen nach Angaben der Lünendonk Studie einen Umsatz von 306,6 Millionen Euro. Das Unternehmen zählt damit zu den 15 größten Zeitarbeitsunternehmen in Deutschland.

## Unternehmensgeschichte
Das Familienunternehmen Piening wurde 1979 von Agnes und Jürgen Piening in Bielefeld gegründet. Kurz darauf wurde eine Abteilung für Gebäudereinigung gegründet. Im Dezember 1983 trat Sohn Holger Piening in das Unternehmen ein. 1994 erhielt das Unternehmen die Zulassung zur privaten Personalvermittlung. Im Jahre 1995 übernahm Holger Piening die Geschäftsführung. 1997 erhielt Piening die  Zertifizierung nach DIN EN ISO 9001. 2001 wurde der Zweig Gebäudereinigung aufgegeben. Im Jahre 2004 beschäftigte Piening 1.700 Mitarbeiter und betrieb 17 Niederlassungen. Im Jahr 2006 beteiligte sich Piening an dem Engineering-Dienstleister Gecad. In den Jahren 2007, 2010, 2012, 2014, 2016, 2018 und 2020 wurde das Unternehmen nach einer Studie der Universität St. Gallen mit der Auszeichnung TOP JOB ausgezeichnet und zählt damit zu den 75 besten Arbeitgebern im Mittelstand. 2010 wurde das Tochterunternehmen Piening Transfer gegründet. Im Rahmen von Projekten werden Corporate Social Responsibility Aktivitäten (CSR) umgesetzt. Dazu gehört Engagement in den Bereichen Bildung und Ausbildung.
Seit 2014 kooperiert die Piening GmbH mit der expertplace networks group AG mit Sitz in Köln. Des Weiteren wurde Piening in diesem Jahr durch den Marketing Club OWL mit der „Marketing-OWL“ für die erfolgreiche Marketingstrategie ausgezeichnet.
2018 wurde Louis Coenen als zweiter Geschäftsführer neben Holger Piening ernannt. Zum 1. März 2020 wurde Robert Langhans, bis dahin Prokurist und kaufmännischer Leiter des Unternehmens, als weiteres Mitglied in die Geschäftsführung berufen.